# Kollhellaren
Kollhellaren, auch Refsvikhula genannt, ist eine Höhle in der Moskeneskommune in der norwegischen Provinz (Fylke) Nordland. Sie liegt in der Nähe des verlassenen Fischerdorfes Refsvika im südwestlichen Teil der Insel Moskenesøya. In der Höhle befinden sich Höhlenmalereien, die vor 2500 bis 4000 Jahre entstanden. Insgesamt wurden 33 Figuren an den Wänden des kreuzförmigen Höhlensystems gefunden. Der Eingang der Höhle ist etwa 12,0 Meter breit und 50,0 Meter hoch.
Die 115 Meter lange Höhle war lange bekannt. Die Höhlenmalereien wurden jedoch erst 1987 entdeckt, als Archäologiestudenten des Tromsø Museums Untersuchungen anstellten. Es ist umstritten, ob die Höhlenmalereien aufgemalt oder abgeschabt wurden. Die Erste Konservatorin des Bergen Museums, Kristen Michelsen, erklärte in ihrem Bericht von 1989, dass die Figuren abgeschabt seien. Der Konservator und Forscher Terje Norsted vom Norsk institutt for kulturminneforskning (Norwegisches Institut für Denkmalforschung) hingegen erklärte in seinem Bericht von 1998, dass die Figuren aufgemalt seien.
Seit 1994 steht die Höhle unter Denkmalschutz. Es ist möglich, diese mit einem kundigen Führer zu besichtigen.